# Temporada da NBA de 1970–71
A temporada da NBA de 1970-71 foi a 25ª temporada da National Basketball Association. Ela foi encerrada com o Milwaukee Bucks conquistando o campeonato da NBA após derrotar o Baltimore Bullets por 4-0 nas finais da NBA.

## Temporada regular

### Conferência Leste
| Time               | V  | D  | %    | JA |
| ------------------ | -- | -- | ---- | -- |
| New York Knicks    | 52 | 30 | .634 | -  |
| Philadelphia 76ers | 47 | 35 | .573 | 5  |
| Boston Celtics     | 44 | 38 | .537 | 8  |
| Buffalo Braves     | 22 | 60 | .268 | 30 |

| Time                | V  | D  | %    | JA |
| ------------------- | -- | -- | ---- | -- |
| Baltimore Bullets   | 42 | 40 | .512 | -  |
| Atlanta Hawks       | 36 | 46 | .439 | 6  |
| Cincinnati Royals   | 33 | 49 | .402 | 9  |
| Cleveland Cavaliers | 15 | 67 | .183 | 27 |

### Conferência Oeste
| Time              | V  | D  | %    | JA |
| ----------------- | -- | -- | ---- | -- |
| Milwaukee Bucks C | 66 | 16 | .805 | -  |
| Chicago Bulls     | 51 | 31 | .622 | 15 |
| Phoenix Suns      | 48 | 34 | .585 | 18 |
| Detroit Pistons   | 45 | 37 | .549 | 21 |

| Time                   | V  | D  | %    | JA |
| ---------------------- | -- | -- | ---- | -- |
| Los Angeles Lakers     | 48 | 34 | .585 | -  |
| San Francisco Warriors | 41 | 41 | .500 | 7  |
| San Diego Rockets      | 40 | 42 | .488 | 8  |
| Seattle SuperSonics    | 38 | 44 | .463 | 10 |
| Portland Trail Blazers | 29 | 53 | .354 | 19 |

C - Campeão da NBA

## Líderes das estatísticas
| Categoria             | Jogador          | Time               | Estat. |
| --------------------- | ---------------- | ------------------ | ------ |
| Pontos por jogo       | Lew Alcindor     | Milwaukee Bucks    | 31.7   |
| Rebotes por jogo      | Wilt Chamberlain | Los Angeles Lakers | 18.2   |
| Assistências por jogo | Norm Van Lier    | Chicago Bulls      | 10.1   |
| Arremessos (%)        | Johnny Green     | Cincinnati Royals  | .587   |
| Tiros livres (%)      | Chet Walker      | Chicago Bulls      | .859   |

## Prêmios
- Jogador Mais Valioso: Lew Alcindor, Milwaukee Bucks
- Revelações do Ano: Geoff Petrie, Portland Trail Blazers and Dave Cowens, Boston Celtics
- Treinador do Ano: Dick Motta, Chicago Bulls

- All-NBA Primeiro Time:
  - Dave Bing, Detroit Pistons
  - Jerry West, Los Angeles Lakers
  - Billy Cunningham, Philadelphia 76ers
  - Lew Alcindor, Milwaukee Bucks
  - John Havlicek, Boston Celtics

- All-NBA Time Revelação:
  - Geoff Petrie, Portland Trail Blazers
  - Bob Lanier, Detroit Pistons
  - Calvin Murphy, San Diego Rockets
  - Dave Cowens, Boston Celtics
  - Pete Maravich, Atlanta Hawks

- NBA All-Defensive Times:
- Primeiro Time:
  - Dave DeBusschere, New York Knicks
  - Gus Johnson, Baltimore Bullets
  - Nate Thurmond, San Francisco Warriors
  - Walt Frazier, New York Knicks
  - Jerry West, Los Angeles Lakers
- Segundo Time:
  - John Havlicek, Boston Celtics
  - Paul Silas, Phoenix Suns
  - Lew Alcindor, Milwaukee Bucks
  - Jerry Sloan, Chicago Bulls
  - Norm Van Lier, Cincinnati Royals